# Кетриш (Бакау)
Кетриш (рум. Chetriș) насеље је у Румунији у округу Бакау у општини Тамаши. Oпштина се налази на надморској висини од 152 m.

## Становништво
Према подацима из 2002. године у насељу је живело 539 становника, од којих су сви румунске националности.